# Il sicario (film)
Il sicario è un film del 1960 diretto da Damiano Damiani.

## Trama
Un costruttore oberato dai debiti decide di uccidere il suo creditore. Non avendo il coraggio di farlo in prima persona, ingaggia allo scopo un suo ex-dipendente che ha bisogno di denaro, diventato titolare di una officina meccanica sull'orlo del fallimento e perseguito dallo Stato che pretende tasse arretrate. Il meccanico disperato da tali situazioni accetta l'incarico dietro il pagamento di una forte somma di denaro. Il colpo va a segno: il creditore dell'industriale viene ucciso con un colpo di pietra alla nuca mentre sale una ripida scalinata in marmo. Il tutto sembra un incidente: frutto di una scivolata durante l'ascesa della scala, e quindi la situazione va a mettersi per il meglio sia per l'industriale mandante dell'omicidio sia per il sicario. Ben presto però, gli scrupoli per quanto commesso assaliranno il meccanico che rivelerà il losco piano alle autorità, nonostante i tentativi di dissuasione da parte dell'industriale.

## Critica
«Damiani ... continua a nutrire ambizioni piuttosto alte, e sperimenta quelle strutture del giallo impegnato che saranno tipiche della sua produzione.» ** 